# رثاعيات
الرثاعيات أو فصيلة ليونيتييد (الاسم العلمي: Lyonetiidae)، هي فصيلة حشرات عثية من رتبة حرشفيات الأجنحة. تحتوي على حوالي 200 نوع، صغيرة القد، نحيلة، نادرًا ما يتجاوز حجم جناحيها 1 سم.